# Стево Рауш
Стево Рауш (Брезичани, код Приједора, 23. октобар 1916 — Београд, 1. август 1998), учесник Народноослободилачке борбе, генерал-пуковник ЈНА и народни херој Југославије.

## Биографија
Рођен је 23. октобра 1916. године у селу Брезичанима, код Приједора. Био је најмлађе дете у многобројној сиромашној земљорадничкој породици Ђорђа Рауша. Пошто није имао средстава за даље школовање, после завршена четири разреда основне школе, остао је у родном селу где се бавио земљорадњом. После одслужења војног рока, 1938. године, запослио се у жандармерији. После завршеног краћег курса у Бањој Луци, добио је прву службу — место приправника у жандармеријској станици у Дрвару.
После нешто мање од годину дана рада, 1939. године, избачен је из службе као „политички несигуран“, јер је одбио да примени силу над ухапшеним радницима пилане и фабрике целулозе у Дрвару. Поред отказа, тада је добио и 15 дана затвора. После напуштања службе, вратио се у родни крај, где је наставио да се бави земљорадњом.

### Народноослободилачка борба
После окупације Краљевине Југославије, повезао се са члановима Комунистичке партије Југославије и активно учествовао у припреми оружаног устанка у приједорском крају. Био је јадан од првих бораца партизанских јединица овог краја. У току првих устаничких борби на терену Приједора и Новог Града истакао се као храбар борац — у акцији на Подградце, 23. октобра 1941, предводио је десетину; на Горњем Водичеву и Уметаљци, на Коштарици и Љешљанима, налазио се на челу вода. Крајем децембра 1941. године, постављен је за командира Пете радомировачке чете Првог батаљона Другог крајишког (козарског) партизанског одреда. Још на почетку устанка постао је кандидат за члана Комунистичке партије Југославије (КПЈ), а у чланство је примљен 10. децембра 1941. године.
Заједно са Ивицом Марушићем Ратком, командантом батаљона, био је један од организатора и учесника једне од најсмелијих партизанских диверзантских акција у Босанској крајини — када је група партизана, преобучених у домобране, ноћу између 5/6. јануара 1942. године, на железничкој прузи Нови Град–Приједор, код Доње Драготиње, успела да заустави оклопни воз и уништи посаду. У борби за ослобођење Приједора, 16. маја 1942. године, дотад највећој акцији козарских партизана, Стево је са својом четом успео да се Пухарском речицом провуче у град, нападне непријатеља с леђа и уништи га на Гашића Ледини.
Кад је 21. маја 1942. године у селу Ламовити, формирана Прва крајишка ударна бригада, као истакнути борац постављен је за команданта Трећег батаљона. Одмах по формирању, бригада је учествовала у одбрамбеним борбама током офанзиве на Козару. У овим борбама, вођене су многе тешке борбе, од којих се истичу — борба на Пискавици, 11. јуна и заузимање Добрљина, 3. јула. После офанзиве, бригада је реорганизована, а Стево је постао командант Првог батаљона.
Учествовао је у многим борбама бригаде, а посебно се истакао — приликом ослобођења Кључа, 28. јула 1942, када се пре напада неопажено убацио с групом бораца у град и осигурао потпуни успех бригаде; у борбама око Купреса и ослобођењу Мркоњић Града, у августу и борбама с четницима на Мањачи. За успехе у борбама током ослобођења Јајца, 25. септембра 1942. године, Врховни командант НОВ и ПОЈ Јосип Броз Тито је похвалио чете и батаљоне Прве крајишке ударне бригаде. У борбама током Бихаћке операције, почетком новембра 1942. године, Први батаљон је под Стевином командом нападао утврђено Сомишље, једно од најјачих усташких упоришта у систему спољне одбране. После сламања овог упоришта, Стевини борци су продужили ка самом граду, где су водили тешке борбе.
Као заслугу за дотадашње успехе у борби, Стево је постављен за заменика команданта бригаде, али је и даље наставио да обавља функцију команданта Првог батаљона. После Четврте непријатељске офанзиве, бригада је дошла у централну Босну, где је учествовала у ослобођењу Какња. Стево је био учесник и напада на аеродром у Рајловцу, код Сарајева, у ноћи 10/11. августа, када су уништена 34 непријатељска авиона. После ове акције, Стево је постављен за команданта Прве крајишке ударне бригаде. Маја 1943. године, када су уведени први официрски чинови у НОВЈ, Стево је добио чин мајора.
Током августа 1943. године, Стевина бригада је прешла у источну Босну, где је после борби с четницима код Вишеграда, прешла у Србију, где је водила низ борби — код Мокре Горе и Кремне. Почетком 1944. године, бригада се вратила у југоисточну Босну, где је ослободила Фочу, а онда се по други пут пребацила у Србију, водећи борбе с четницима по западној Србији око Ваљева и Косјерића. Бригада се после спустила ка Санџаку и северу Црне Горе. Трећи продор бригаде у Србију, обележен је победама на Копаонику и око Крушевца, а потом су уследиле борбе за Ариље и Ужице. Бригада се у Смедеревској Паланци, септембра 1944. године, сусрела с јединицама Црвене армије.
Током борби за ослобођење Београда, октобра 1944. године, бригада је водила тешке борбе код Авале с немачком групацијом генерала Валтера Штетнера. После ослобођења Београда, Стево Рауш је постављен за заменика команданта Четврте крајишке дивизије, са којом је учествовао у Сарајевској операцији и борбама за ослобођење Бање Луке и Карловца. Крај рата дочекао је на функцији команданта 24. српске дивизије.

### Послератни период
После ослобођења Југославије, наставио је професионалну службу у Југословенској народној армији (ЈНА). Налазио се на позицијама команданта дивизије и команданта корпуса, помоћника команданта за позадину армије и начелника Главног инспектората ЈНА. Завршио је Војну академију „Фрунзе“ у Совјетском Савезу. Биран је за посланика Савезне скупштине СФРЈ. Имао је чин генерал-пуковника ЈНА, у којем је пензионисан 1976. године.
Умро је 1. августа 1998. године у Београду, и сахрањен је у Алеји народних хероја на Новом гробљу у Београду.
Носилац је Партизанске споменице 1941. и других југословенских одликовања, међу којима су — Орден заслуга за народ са златном звездом, Орден братства и јединства са златним венцем, Орден за војне заслуге са великом звездом, Орден партизанске звезде са сребрним венцем, Орден заслуга за народ са сребрним зрацима и два Ордена за храброст. Орденом народног хероја одликован је 20. децембра 1951. године.